# Rallye de Suède 1978
Le Rallye de Suède 1978 (28th International Swedish Rally), disputé du 10 au 12 février 1978, est la cinquante-quatrième manche du championnat du monde des rallyes (WRC) courue depuis 1973, et la deuxième manche du championnat du monde des rallyes 1978. C'est également la troisième des dix-neuf épreuves de la Coupe FIA 1978 des pilotes de rallye, créée l'année précédente.

## Contexte avant la course

### Le championnat du monde
Créé en 1973 en remplacement du championnat international des marques, le championnat du monde des rallyes a pour cadre les plus célèbres épreuves routières internationales, telles le Rallye Monte-Carlo ou le Safari. Onze manches sont inscrites au calendrier 1978, réservées aux voitures des catégories suivantes :
- Groupe 1 : voitures de tourisme de série
- Groupe 2 : voitures de tourisme spéciales
- Groupe 3 : voitures de grand tourisme de série
- Groupe 4 : voitures de grand tourisme spéciales

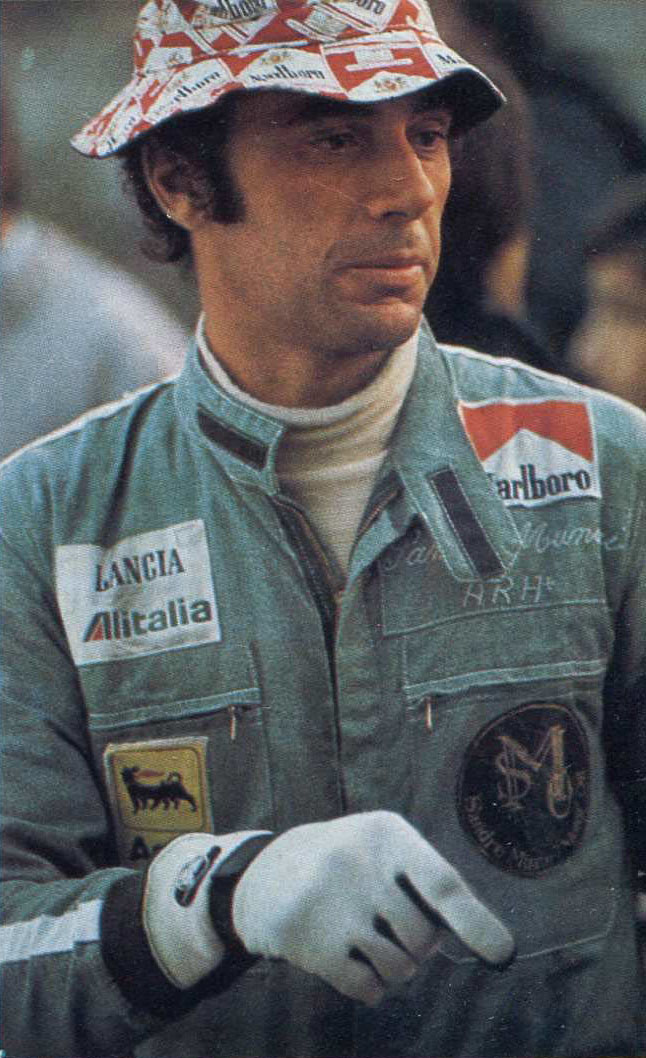
Sandro Munari (vu ici en 1975), vainqueur sur le tapis vert de la Coupe FIA 1977.

Comme l'année précédente, la saison 1978 devrait être marquée par un affrontement entre Fiat et Ford, les deux constructeurs ayant prévu de disputer la majorité des épreuves. Le duel est d'autant plus équilibré que ces deux marques font appel aux plus grands rallymen du moment et que les Fiat 131 Abarth et Ford Escort RS, dans leurs versions groupe 4, sont très proches en performances. D'autres constructeurs comme Lancia, Peugeot, Renault, Saab ou Datsun, désireux de briller sur certaines épreuves mondiales, auront une participation officielle épisodique cette saison. Après la première épreuve, Porsche occupe provisoirement la tête du championnat, après l'inattendue victoire de la Carrera privée de Jean-Pierre Nicolas face aux voitures d'usine.

#### Coupe FIA des pilotes
Créée en 1977, la Coupe des pilotes entame sa deuxième année d'existence. Basée sur un système de points identique à celui du championnat du monde de Formule 1, elle prend en compte les résultats des onze manches mondiales ainsi que ceux de cinq rallyes du championnat d'Europe et de trois autres épreuves internationales. Premier lauréat, Sandro Munari a obtenu la coupe 1977 sur le tapis vert, après réclamation de 
la Scuderia Lancia entraînant la disqualification de l'équipage vainqueur du 'Total Rally South Africa 1977' au profit du pilote italien.

### L'épreuve

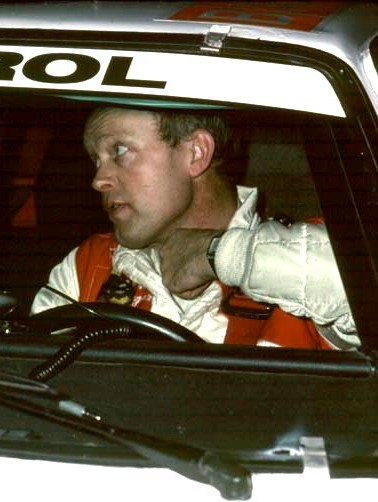
Björn Waldegård, quatre fois vainqueur de l'épreuve entre 1968 et 1975.

Créée en 1950 sous le nom de Rallye du Soleil de Minuit, cette épreuve suédoise était à l’origine organisée en juin. Ce n'est qu'à partir de 1966 que l'épreuve devint hivernale et prit l’appellation Rallye de Suède. Aucun pilote non suédois ne figure au palmarès ; Björn Waldegård et Stig Blomqvist se partagent le record de victoires dans cette épreuve, avec quatre succès chacun. Depuis 1977, les reconnaissances sont autorisées les deux semaines précédant la course.

## Le parcours
- départ : 10 février 1978 de Karlstad
- arrivée : 12 février 1978 à Karlstad
- distance : 1443 km dont 598,7 km sur 37 épreuves spéciales (38 épreuves initialement prévues, pour un total de 615,6 km chronométrés)
- surface : neige et glace
- Parcours divisé en trois étapes[4]

### Première étape
- Karlstad - Karlstad, du 10 au 11 février
- 14 épreuves spéciales, pour un total de 243,8 km chronométrés

### Deuxième étape
- Karlstad - Karlstad, du 11 au 12 février
- 20 épreuves spéciales, pour un total de 314,3 km chronométrés

### Troisième étape
- Karlstad - Karlstad, le 12 février
- 3 épreuves spéciales, pour un total de 40,6 km chronométrés (4 épreuves initialement prévues, pour un total de 57,5 km chronométrés)

## Les forces en présence
- Fiat

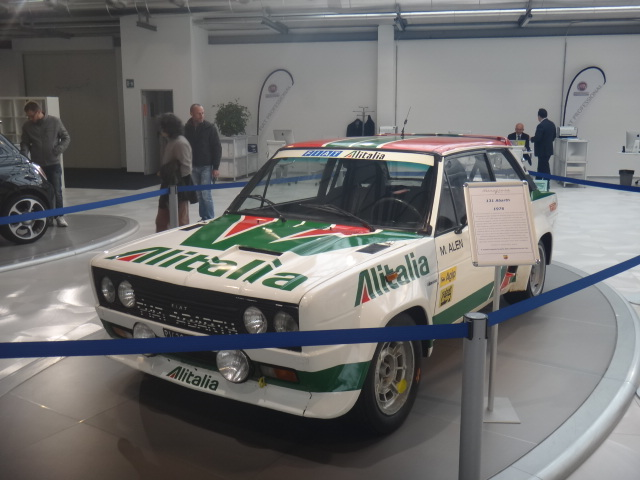
La Fiat 131 Abarth groupe 4.

Pour cette épreuve nordique, le constructeur italien a fait exclusivement appel à des pilotes finlandais. Les trois 131 Abarth groupe 4 officielles sont confiées à Markku Alén, Simo Lampinen et Timo Salonen. Ces voitures de 980 kg sont équipées d'un quatre cylindres de deux litres de cylindrée à culasse à seize soupapes et système d'injection Kugelfischer. Pour la conduite sur neige, la souplesse a été privilégiée, le moteur développant 220 chevaux à 7200 tr/min étant exploitable dès 3000 tr/min. Au côté des trois voitures officielles, Fiat-Suède a engagé un modèle identique pour Gert Blomqvist.
- Ford

L'équipe officielle, dirigée par Peter Ashcroft, a engagé trois Escort RS1800 groupe 4 pour Björn Waldegård, Hannu Mikkola  et Ari Vatanen, récent vainqueur du Rallye Arctique. Pesant environ une tonne, les Escort disposent d'un moteur quatre cylindres seize soupapes de deux litres de cylindrée alimenté par deux carburateurs double-corps, développant 250 chevaux. Le principal avantage de l'Escort sur la Fiat 131 est la largeur réduite de ses voies, mieux adaptée aux traces des pistes enneigées suédoises.
- Lancia

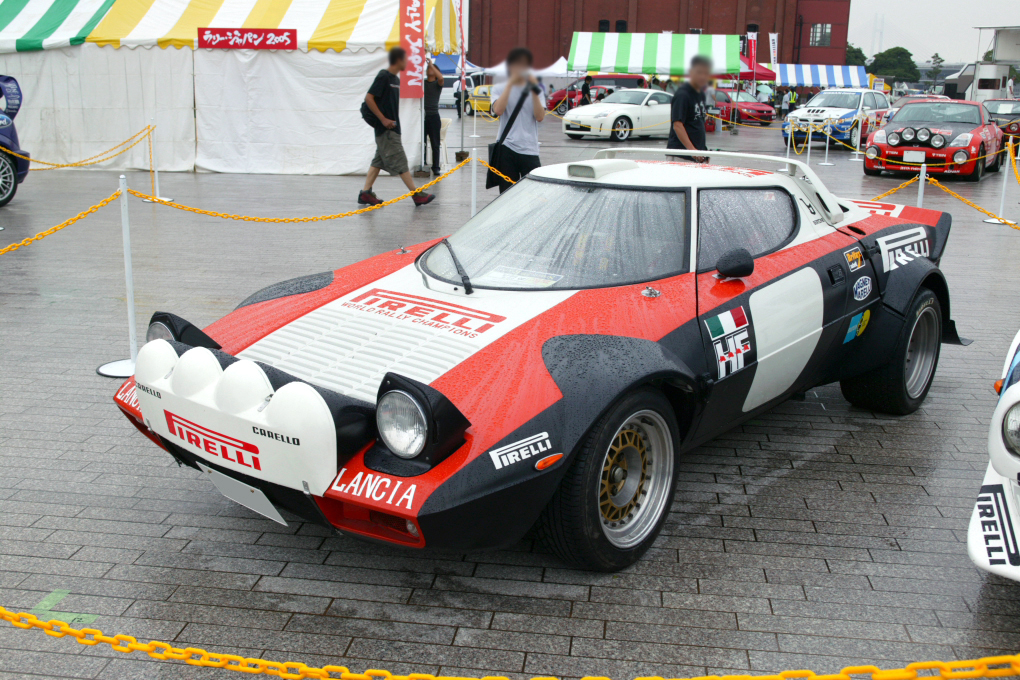
L'unique Stratos groupe 4 au départ sera pilotée exceptionnellement par Stig Blomqvist.

Une seule voiture a été engagée par la Scuderia Lancia : une Stratos HF groupe 4, pilotée pour la circonstance par le Stig Blomqvist ; le pilote officiel de Saab a été prêté occasionnellement à la marque italienne (distribuée par Saab en Suède), les débuts de la nouvelle Saab 99 turbo ayant été retardés. Le champion suédois, spécialiste du pilotage des tractions, a découvert sa monture en janvier et a effectué six mille kilomètres de reconnaissance au volant de cette voiture de 930 kg dont le moteur V6 monté en position centrale arrière développe 270 chevaux.
- Opel

Le constructeur allemand dispose de deux  Kadett GT/E groupe 2 (quatre cylindres, deux litres, 170 chevaux) pour Anders Kulläng et Bror Danielsson. De nombreux pilotes privés s'alignent également au volant de Kadett groupe 1 ou groupe 2.
- Toyota

Le 'Toyota Team Europe' aligne deux coupés Celica 2000 GT groupe 2 (1000 kg, 170 chevaux à 7000 tr/min) pour Jean-Luc Thérier et Leif Asterhag. 
- Vauxhall

Le Dealer Team Vauxhall a engagé une seule voiture pour cette épreuve. Il s’agit d’une Chevette groupe 4 (1020 kg, 2300 cm3, double arbre à cames en tête, 16 soupapes, 240 chevaux), confiée au Finlandais Pentti Airikkala.
- Saab

Malgré l'absence de la prometteuse 99 turbo et le prêt de son premier pilote à Lancia, le constructeur suédois est représenté officiellement par l'ancien vainqueur Per Eklund, au volant d'une 99 EMS groupe 2 (130 chevaux). La marque est également représentée par de nombreux pilotes privés s'alignant sur des 96 V4 ou des 99 EMS groupe 2.
- Škoda

Le constructeur tchèque a engagé deux coupés 130 RS groupe 2 (800 kg, moteur arrière, 1300 cm3, 120 chevaux à 7800 tr/min) pour les Norvégiens John Haugland et Sverre Fölid.

## Déroulement de la course

### Première étape
Les 112 équipages s'élancent de Karlstad le vendredi 10 février, à partir de 13 heures. Les pilotes Ford dominent d'emblée, Hannu Mikkola et Ari Vatanen réalisant des temps très proches dans les deux premiers secteurs chronométrés, précédant de quelques secondes leur coéquipier Björn Waldegård. L'écart se creuse dès la troisième épreuve spéciale, dominée par Mikkola qui se porte seul en tête avec une dizaine de secondes d'avance. Derrière les trois Ford Escort, Stig Blomqvist pointe en quatrième position au volant de sa Lancia Stratos, devant la Fiat 131 Abarth de Markku Alén. Dans le secteur suivant, Blomqvist parvient à battre les Ford et remonte en troisième position, devant Vatanen qui a perdu une dizaine de secondes sur ce tronçon. Dans le secteur de Lidsbron (dans lequel Blomqvist part à la faute et perd une trentaine de secondes), le jeune pilote finlandais se reprend, s'y montrant le plus rapide et récupérant momentanément la seconde place du classement général, avant de commencer à perdre régulièrement du terrain sur ses coéquipiers. En fin de journée, alors que dix spéciales ont été parcourues, les trois Escort occupent toujours les avant-postes, Mikkola devançant Waldegård de seulement sept secondes, alors que Vatanen est relégué à près d'une minute. Malgré sa légère sortie de route, Blomqvist occupe toujours la quatrième place, avec une minute et demie de retard sur le leader, avec plus d'une minute de marge sur Alén. Retardé par des problèmes en tout début d'étape, l'ancien vainqueur Per Eklund (Saab) est revenu en sixième position, à trois minutes de Mikkola.
Alors que rien ne semble devoir entraver la domination des Ford, un problème d'organisation va légèrement modifier la physionomie de la course : le break transportant les pneumatiques de l’équipe n'a pu se rendre à temps au point d'assistance précédant le départ de la onzième spéciale. Grâce à l'aide providentielle d’un particulier, Waldegård parvient à bénéficier de quatre pneus neufs, mais pas ses coéquipiers. L'incident énerve quelque peu Mikkola, qui effectue une sortie de route dans la spéciale, perdant près d'une minute et demie sur le Suédois qui prend le commandement de la course avec cinquante-six d'avance sur Vatanen. Le secteur est fatal à Eklund, qui doit abandonner, moteur cassé. Trois spéciales nocturnes restent alors à disputer avant le retour sur Karlstad, vers une heure du matin. Elles n'apportent aucun changement parmi les trois premiers, Waldegård concluant cette première étape avec quarante-six secondes d'avance sur Vatanen et soixante-quatre sur Mikkola. Principal adversaire des Ford, Blomqvist a perdu plus de quatre minutes dans l'avant-dernier secteur chronométré et chuté en sixième position, derrière les deux Fiat de Markku Alén et Timo Salonen. 
| Pos. | Pilote                | Copilote         | Voiture            | Groupe | Temps           | Écart         |
| ---- | --------------------- | ---------------- | ------------------ | ------ | --------------- | ------------- |
| 1    | Björn Waldegård       | Hans Thorszelius | Ford Escort RS1800 | 4      | 2 h 38 min 56 s |               |
| 2    | Ari Vatanen           | Atso Aho         | Ford Escort RS1800 | 4      | 2 h 39 min 42 s | + 46 s        |
| 3    | Hannu Mikkola         | Arne Hertz       | Ford Escort RS1800 | 4      | 2 h 40 min 00 s | + 1 min 04 s  |
| 4    | Markku Alén           | Ilkka Kivimäki   | Fiat 131 Abarth    | 4      | 2 h 42 min 40 s | + 3 min 44 s  |
| 5    | Timo Salonen          | Jaakko Markkula  | Fiat 131 Abarth    | 4      | 2 h 44 min 08 s | + 5 min 12 s  |
| 6    | Stig Blomqvist        | Hans Sylvan      | Lancia Stratos HF  | 4      | 2 h 44 min 44 s | + 5 min 48 s  |
| 7    | Simo Lampinen         | Solve Andreasson | Fiat 131 Abarth    | 4      | 2 h 45 min 05 s | + 7 min 09 s  |
| 8    | Bror Danielsson       | Klas Edqvist     | Opel Kadett GT/E   | 2      | 2 h 45 min 13 s | + 7 min 17 s  |
| 9    | Bo Jansson            | Rolf Wissting    | Saab 96 V4         | 2      | 2 h 50 min 35 s | + 11 min 39 s |
| 10   | Ingvar Carlsson       | Roine Hasselberg | BMW 320            | 2      | 2 h 53 min 42 s | + 14 min 46 s |
| 11   | Lars-Erik Walfridsson | Per-Arne Persson | Volvo 142 S        | 2      | 2 h 54 min 55 s | + 15 min 59 s |
| 12   | Lasse Jönsson         | Donald Karlsson  | Porsche Carrera    | 4      | 2 h 56 min 13 s | + 17 min 17 s |

### Deuxième étape
Après une courte nuit de repos, les concurrents repartent de Karlstad le samedi matin à partir de neuf heures. Le parcours de cette deuxième boucle est pratiquement identique à celui de la veille. Tandis que Waldegård contrôle la course, Blomqvist effectue un véritable festival au cours de cette seconde étape. Remportant treize des vingt épreuves chronométrées, il déborde tout d’abord Salonen, puis Vatanen lorsque ce dernier perd quarante-cinq secondes en sortant de la route dans le secteur de Rottnedal. Mikkola, un moment deuxième, a écopé d’une minute de pénalisation sur le parcours de liaison et c'est Alén, également bien remonté, qui occupe alors la seconde place derrière Waldegård qui compte désormais plus de deux minutes d'avance. La bataille pour la seconde place devient très serrée : en début de soirée, après la spéciale de Varmkog, Blomqvist parvient à s'intercaler entre Alén et Mikkola, sept secondes séparant les trois hommes. Toutefois, les quatre dernières épreuves nocturnes redonnent l'avantage à Mikkola, qui reprend la seconde place derrière son coéquipier Waldegård et rallie Karlstad avec une trentaine de secondes sur Alén, tandis que Blomqvist, une nouvelle fois malchanceux dans le dernier secteur, perd plus de trois minutes à cause d'une crevaison. Il se maintient toutefois devant Vatanen, qui avait quant à lui perdu plus de quatre minutes après avoir calé son moteur lors d'un tête-à-queue.  
| Pos. | Pilote                | Copilote          | Voiture             | Groupe | Temps           | Écart         |
| ---- | --------------------- | ----------------- | ------------------- | ------ | --------------- | ------------- |
| 1    | Björn Waldegård       | Hans Thorszelius  | Ford Escort RS1800  | 4      | 6 h 12 min 23 s |               |
| 2    | Hannu Mikkola         | Arne Hertz        | Ford Escort RS1800  | 4      | 6 h 13 min 56 s | + 1 min 33 s  |
| 3    | Markku Alén           | Ilkka Kivimäki    | Fiat 131 Abarth     | 4      | 6 h 14 min 33 s | + 2 min 10 s  |
| 4    | Stig Blomqvist        | Hans Sylvan       | Lancia Stratos HF   | 4      | 6 h 17 min 31 s | + 5 min 08 s  |
| 5    | Ari Vatanen           | Atso Aho          | Ford Escort RS1800  | 4      | 6 h 19 min 53 s | + 7 min 30 s  |
| 6    | Simo Lampinen         | Solve Andreasson  | Fiat 131 Abarth     | 4      | 6 h 23 min 51 s | + 11 min 28 s |
| 7    | Bror Danielsson       | Klas Edqvist      | Opel Kadett GT/E    | 2      | 6 h 27 min 28 s | + 15 min 05 s |
| 8    | Lars-Erik Walfridsson | Per-Arne Persson  | Volvo 142 S         | 2      | 6 h 44 min 43 s | + 32 min 20 s |
| 9    | Ola Strömberg         | Hansjöran Ericson | Saab 96 V4          | 2      | 6 h 45 min 43 s | + 33 min 20 s |
| 10   | Kjell Melin           | Ola Hellgren      | Volkswagen Golf GTI | 1      | 6 h 46 min 57 s | + 34 min 34 s |
| 11   | Håkan Wallinder       | Torbjörn Knutsson | Opel Kadett GT/E    | 2      | 6 h 51 min 54 s | + 39 min 31 s |
| 12   | Rune Åhlin            | Jerry Åhlin       | Opel Kadett GT/E    | 2      | 6 h 52 min 32 s | + 40 min 09 s |

### Troisième étape
Disputée le dimanche matin, la troisième étape est très courte, ne comportant que quatre des épreuves spéciales déjà parcourues la veille. Elle n'apporte aucun changement au classement général ; la course s'achève donc sur un doublé des Ford Escort de Waldegård et Mikkola, le pilote suédois remportant l'épreuve pour la cinquième fois. Troisième, Alén permet à Fiat de prendre la tête du championnat du monde. Auteur d'un parcours sans faute, Bror Danielsson, septième au volant de son Opel Kadett, s'impose brillamment en groupe 2.

### Classements intermédiaires
Classements intermédiaires des pilotes après chaque épreuve spéciale

### Classement général

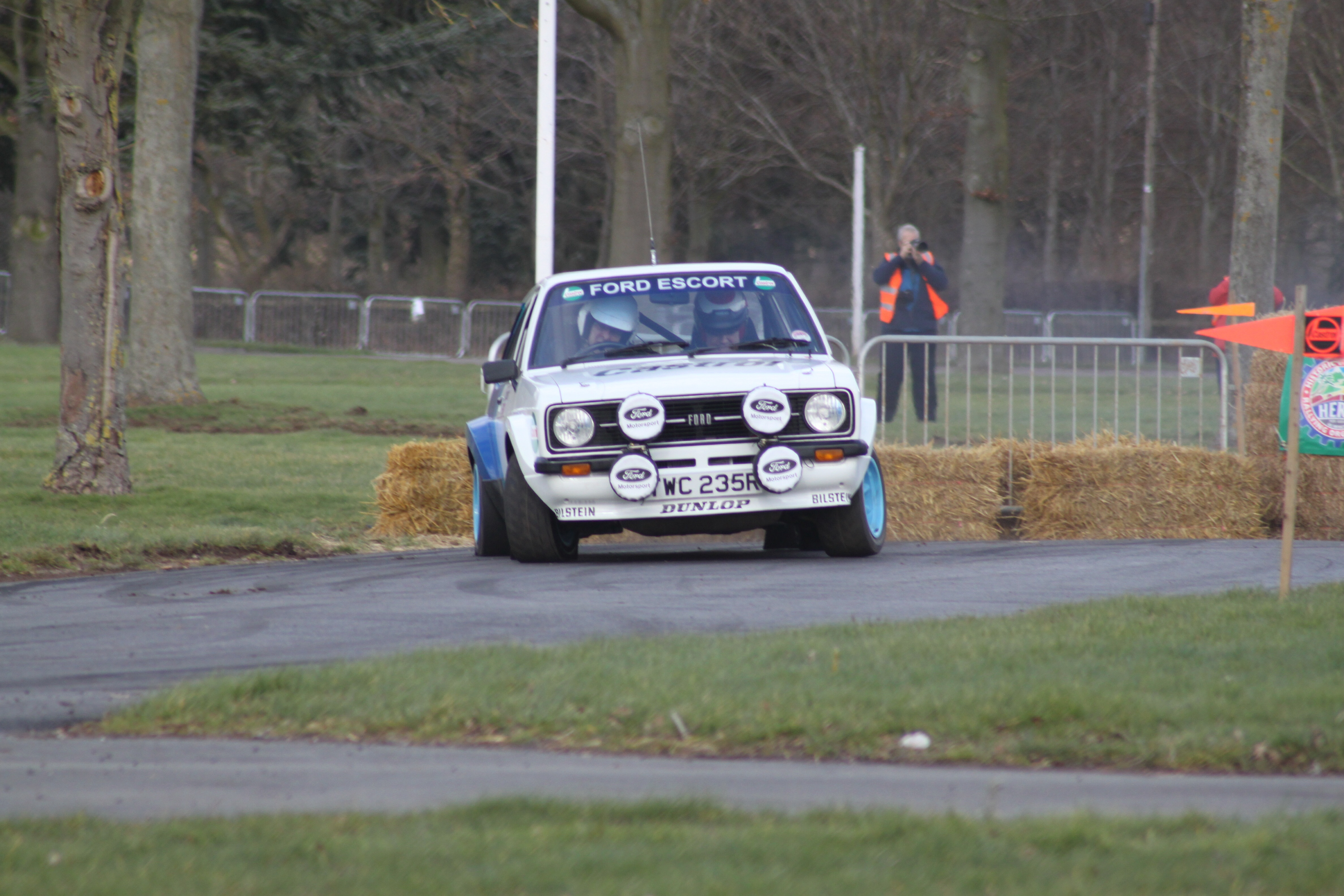
Première victoire en Suède pour la Ford Escort MkII (ici lors d'une course historique).

| Pos | No | Pilote                | Copilote          | Voiture             | Temps           | Écart         | Groupe |
| --- | -- | --------------------- | ----------------- | ------------------- | --------------- | ------------- | ------ |
| 1   | 2  | Björn Waldegård       | Hans Thorszelius  | Ford Escort RS1800  | 6 h 42 min 40 s |               | 4      |
| 2   | 5  | Hannu Mikkola         | Arne Hertz        | Ford Escort RS1800  | 6 h 44 min 08 s | + 1 min 28 s  | 4      |
| 3   | 3  | Markku Alén           | Ilkka Kivimäki    | Fiat 131 Abarth     | 6 h 45 min 26 s | + 2 min 46 s  | 4      |
| 4   | 1  | Stig Blomqvist        | Hans Sylvan       | Lancia Stratos HF   | 6 h 48 min 11 s | + 5 min 31 s  | 4      |
| 5   | 8  | Ari Vatanen           | Atso Aho          | Ford Escort RS1800  | 6 h 50 min 01 s | + 7 min 21 s  | 4      |
| 6   | 6  | Simo Lampinen         | Solve Andreasson  | Fiat 131 Abarth     | 6 h 56 min 15 s | + 13 min 35 s | 4      |
| 7   | 12 | Bror Danielsson       | Klas Edqvist      | Opel Kadett GT/E    | 6 h 59 min 45 s | + 17 min 05 s | 2      |
| 8   | 38 | Lars-Erik Walfridsson | Per-Arne Persson  | Volvo 142 S         | 7 h 17 min 11 s | + 34 min 31 s | 2      |
| 9   | 17 | Ola Strömberg         | Hansjöran Ericson | Saab 96 V4          | 7 h 18 min 02 s | + 35 min 22 s | 2      |
| 10  | 33 | Kjell Melin           | Ola Hellgren      | Volkswagen Golf GTI | 7 h 19 min 39 s | + 36 min 59 s | 1      |

### Hommes de tête
- ES1 :  Hannu Mikkola -  Arne Hertz (Ford Escort RS1800) et  Ari Vatanen -  Atso Aho (Ford Escort RS1800)
- ES2 :  Ari Vatanen -  Atso Aho (Ford Escort RS1800)
- ES3 à ES10 :  Hannu Mikkola -  Arne Hertz (Ford Escort RS1800)
- ES11 à ES38 :  Björn Waldegård -  Hans Thorszelius (Ford Escort RS1800)

### Vainqueurs d'épreuves spéciales
- Stig Blomqvist -  Hans Sylvan (Lancia Stratos HF) : 16 spéciales (ES 4, 6, 15 à 18, 22 à 27, 29, 30, 33, 35)
- Hannu Mikkola -  Arne Hertz (Ford Escort RS1800) : 10 spéciales (ES 1, 3, 7 à 10, 31, 32, 34, 37)
- Ari Vatanen -  Atso Aho (Ford Escort RS1800) : 8 spéciales (ES 1, 2, 5, 9, 13, 34, 37, 38)
- Björn Waldegård -  Hans Thorszelius (Ford Escort RS1800) : 8 spéciales (ES 8 à 12, 14, 28, 35)
- Markku Alén -  Ilkka Kivimäki (Fiat 131 Abarth) : 3 spéciales (ES 19 à 21)

## Résultats des principaux engagés
| No  | Pilote                | Copilote           | Voiture                | Groupe | Classement général                                              | Class. groupe |
| --- | --------------------- | ------------------ | ---------------------- | ------ | --------------------------------------------------------------- | ------------- |
| 1   | Stig Blomqvist        | Hans Sylvan        | Lancia Stratos HF      | 4      | 4e à 5 min 31 s                                                 | 4e            |
| 2   | Björn Waldegård       | Hans Thorszelius   | Ford Escort RS1800     | 4      | 1er                                                             | 1er           |
| 3   | Markku Alén           | Ilkka Kivimäki     | Fiat 131 Abarth        | 4      | 3e à 2 min 46 s                                                 | 3e            |
| 4   | Pentti Airikkala      | Risto Virtanen     | Vauxhall Chevette 2300 | 4      | ab. dans la 6e spéciale (pression d'huile)                      | -             |
| 5   | Hannu Mikkola         | Arne Hertz         | Ford Escort RS1800     | 4      | 2e à 1 min 28 s                                                 | 2e            |
| 6   | Simo Lampinen         | Solve Andreasson   | Fiat 131 Abarth        | 4      | 6e à 13 min 35 s                                                | 6e            |
| 7   | Anders Kulläng        | Bruno Berglund     | Opel Kadett GT/E       | 2      | ab. dans la 6e spéciale (guide de soupape)                      | -             |
| 8   | Ari Vatanen           | Atso Aho           | Ford Escort RS1800     | 4      | 5e à 7 min 21 s                                                 | 3e            |
| 9   | Timo Salonen          | Jaakko Markkula    | Fiat 131 Abarth        | 4      | ab. après la 24e spéciale (moteur)                              | -             |
| 10  | Jean-Luc Thérier      | Michel Vial        | Toyota Celica 2000 GT  | 2      | ab. dans la 5e spéciale (alternateur)                           | -             |
| 11  | Per Eklund            | Björn Cederberg    | Saab 99 EMS            | 2      | ab. après la 10e spéciale (bielle)                              | -             |
| 12  | Bror Danielsson       | Klas Edqvist       | Opel Kadett GT/E       | 2      | 7e à 15 min 05 s                                                | 1er           |
| 14  | Lars Carlsson         | Bo Sundberg        | Chrysler Avenger       | 2      | ab. avant la 1re spéciale (retrait après pénalisation routière) | -             |
| 15  | Leif Asterhag         | Anders Gullberg    | Toyota Celica 2000 GT  | 2      | ab. dans la 15e spéciale (Moteur)                               | -             |
| 17  | Ola Strömberg         | Hansjöran Ericson  | Saab 96 V4             | 2      | 9e à 35 min 22 s                                                | 3e            |
| 18  | Stasys Brundza        | Arvydas Girdauskas | Lada 1600              | 2      | ab. dans la 23e spéciale (moteur)                               | -             |
| 19  | Björn Blomqvist       | Benny Melander     | Opel Kadett GT/E       | 1      | ab. dans la 10e spéciale (accident)                             | -             |
| 21  | Sverre Fölid          | Per-Odvar Nyborg   | Škoda 130 RS           | 2      | abandon                                                         | -             |
| 23  | John Haugland         | Martin Holmes      | Škoda 130 RS           | 2      | 18e à 48 min 06 s                                               | 9e            |
| 24  | Gert Blomqvist        | Tommy Blomqvist    | Fiat 131 Abarth        | 4      | 21e à 51 min 38 s                                               | 7e            |
| 33  | Kjell Melin           | Ola Hellgren       | Volkswagen Golf GTI    | 1      | 10e à 36 min 59 s                                               | 1er           |
| 38  | Lars-Erik Walfridsson | Per-Arne Persson   | Volvo 142 S            | 2      | 8e à 34 min 31 s                                                | 2e            |
| 43  | Rune Åhlin            | Jerry Åhlin        | Opel Kadett GT/E       | 2      | 11e à 42 min 12 s                                               | 4e            |
| 51  | Lasse Jönsson         | Donald Karlsson    | Porsche Carrera        | 4      | ab. dans la 19e spéciale (accident)                             | -             |
| 117 | Ingvar Carlsson       | Roine Hasselberg   | BMW 320                | 2      | ab. dans la 2e étape                                            | -             |
| 123 | Bo Jansson            | Rolf Wissting      | Saab 96 V4             | 2      | ab. dans la 2e étape                                            | -             |
| 146 | Håkan Wallinder       | Torbjörn Knutsson  | Opel Kadett GT/E       | 2      | ab. dans la 3e étape                                            | -             |

## Classement du championnat à l'issue de la course
- attribution des points : 10, 9, 8, 7, 6, 5, 4, 3, 2, 1 respectivement aux dix premières marques de chaque épreuve, additionnés de 8, 7, 6, 5, 4, 3, 2, 1 respectivement aux huit premières de chaque groupe (seule la voiture la mieux classée de chaque constructeur marque des points). Les points de groupe ne sont attribués qu'aux concurrents ayant terminé dans les dix premiers au classement général.
- seuls les huit meilleurs résultats (sur onze épreuves) sont retenus pour le décompte final des points.

| Pos. | Marque     | Points | M-C  | SUE  | SAF | POR | ACR | FIN | QUE | SAN | BAN | COR | RAC |
| ---- | ---------- | ------ | ---- | ---- | --- | --- | --- | --- | --- | --- | --- | --- | --- |
| 1    | Fiat       | 28     | 7+7  | 8+6  |     |     |     |     |     |     |     |     |     |
| 2    | Opel       | 22     | 2+8  | 4+8  |     |     |     |     |     |     |     |     |     |
| 3    | Lancia     | 20     | 4+4  | 7+5  |     |     |     |     |     |     |     |     |     |
| 4    | Porsche    | 18     | 10+8 | -    |     |     |     |     |     |     |     |     |     |
| 4=   | Ford       | 18     | -    | 10+8 |     |     |     |     |     |     |     |     |     |
| 6    | Renault    | 17     | 9+8  | -    |     |     |     |     |     |     |     |     |     |
| 7    | Volvo      | 10     | -    | 3+7  |     |     |     |     |     |     |     |     |     |
| 8    | Volkswagen | 9      | -    | 1+8  |     |     |     |     |     |     |     |     |     |
| 9    | Saab       | 8      | -    | 2+6  |     |     |     |     |     |     |     |     |     |

### Classement provisoire de la Coupe FIA des pilotes
- attribution des points : 9, 6, 4, 3, 2, 1 respectivement aux six premiers de chaque épreuve. Sont retenus pour le décompte final les cinq meilleurs résultats des onze épreuves mondiales (catégorie A), les deux meilleurs résultats des cinq rallyes sélectifs du Championnat d'Europe (catégorie B) et le meilleur résultat parmi les trois autres rallyes sélectifs (catégorie C).

| Pos. | Pilote              | Marque   | Points | M-C (A) | ARC (B) | SUE (A) | SAF (A) | POR (A) | ACR (A) | SCO (B) | POL (B) | FIN (A) | NZ (C) | QUE (A) | TdF (B) | SAN (A) | GIR (C) | AUS (C) | ESP (B) | BAN (A) | COR (A) | RAC (A) |
| ---- | ------------------- | -------- | ------ | ------- | ------- | ------- | ------- | ------- | ------- | ------- | ------- | ------- | ------ | ------- | ------- | ------- | ------- | ------- | ------- | ------- | ------- | ------- |
| 1    | Ari Vatanen         | Ford     | 11     | -       | 9       | 2       |         |         |         |         |         |         |        |         |         |         |         |         |         |         |         |         |
| 2    | Jean-Pierre Nicolas | Porsche  | 9      | 9       | -       | -       |         |         |         |         |         |         |        |         |         |         |         |         |         |         |         |         |
| 2=   | Björn Waldegård     | Ford     | 9      | -       | -       | 9       |         |         |         |         |         |         |        |         |         |         |         |         |         |         |         |         |
| 4    | Markku Alén         | Fiat     | 8      | -       | 4       | 4       |         |         |         |         |         |         |        |         |         |         |         |         |         |         |         |         |
| 5    | Jean Ragnotti       | Renault  | 6      | 6       | -       | -       |         |         |         |         |         |         |        |         |         |         |         |         |         |         |         |         |
| 5=   | Henri Toivonen      | Chrysler | 6      | -       | 6       | -       |         |         |         |         |         |         |        |         |         |         |         |         |         |         |         |         |
| 5=   | Hannu Mikkola       | Ford     | 6      | -       | -       | 6       |         |         |         |         |         |         |        |         |         |         |         |         |         |         |         |         |